# Danionella dracula
Danionella dracula je vrsta sladkovodnih rib iz družine pravih krapovcev, ki so jo odkrili aprila 2007 v Mjanmaru.

## Opis
Znanstveno ime je vrsta dobila po značilnih zobeh, ki so podobni vampirjevim in jih imajo samci te vrste. Znanstveniki so ugotovili, da jih samci uporabljajo pri bojih za samice z drugimi samci.
Ribo so doslej odkrili le v potoku Sha Du Zup med Mogaungom in Tanaijem v severnem Mjanmaru. Odrasli primerki te vrste dosežejo v dolžino le okoli 17 mm. Vrsta ima podolgovato brezbarvno telo z veliko glavo in velikimi očmi. Lusk nimajo, na prvi pogled pa je riba podobna larvi. Trenutno še ni znano s čim se vrsta prehranjuje, v ujetništvu pa jo hranijo z ličinkami kozic in ostalo ribjo hrano.
Nenavadno pri tej vrsti je, da so njeni pripadniki izgubili prave zobe pred okoli 50 milijoni let, zašiljene podočnike pa naj bi razvili pred okoli 30 milijoni let. Ihtiolog Dr. Ralf Britz, ki je ribo poimenoval po literarnem liku Brama Stokerja, Grofu Drakuli, je izjavil, da je Danionella dracula »eden najbolj nenavadnih vretenčarjev, odkritih v zadnjih nekaj desetletjih«.